# Caimancito
Caimancito – miasto w Argentynie, w prowincji Jujuy, w departamencie Ledesma.
Według danych szacunkowych na rok 2010 miasto liczyło 5336 mieszkańców.
Miejscowość znajduje się w strefie sejsmicznej z dużą częstotliwością i małą intensywnością.